# La Mulera

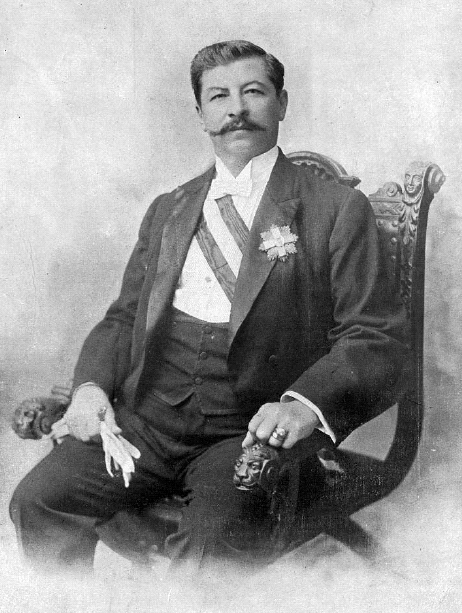
Juan Vicente Gómez, dictador y general venezolano, fue dueño de La Mulera hasta 1935.

La Mulera es un centro poblado de la parroquia Juan Vicente Gómez, en el municipio Bolívar del estado Táchira, Venezuela. Se fundó el 24 de julio de 1857.

## Historia
Este asentamiento se ubica a 3 kilómetros de la vía a San Antonio del Táchira, Municipio Bolívar, del estado Táchira, misma que conduce a San Cristóbal, capital estatal. Para llegar a la hacienda se toma un desvío al sur a la altura de Apartaderos, en el sector de El Recreo. 
Fue el lugar de nacimiento del general Juan Vicente Gómez, quién gobernó a Venezuela por 27 años. A la muerte de su padre en 1876, personificó esa figura ausente e hizo lo que le correspondía: ordenar y dirigir a su familia. Se encargó de la hacienda “La Mulera” e incrementó la productividad en la siembra y comercialización del café, así como en el engorde y venta de ganado.
Durante su periodo de representación política se repuntó la actividad ganadera, al monopolizar el negocio de la carne en el centro del país. Con la muerte del conocido como "El Benemérito" en 1935, esta antigua casa pasó a manos del Estado para convertirse en un pequeño museo con fotografías, objetos que le pertenecieron y una estatua en su honor. Actualmente, el lugar está abandonado.

## Localización
La Mulera se localiza a 5,43 kilómetros de Capacho Viejo y 6,37 kilómetros de Capacho Nuevo, a 1.346 metros sobre el nivel del mar, aproximadamente. 

## Uso de la tierra
Junto con el valle de la quebrada La Dantera, los alrededores de la aldea La Mulera y El Recreo se caracterizan por la presencia de cultivos de ciclo corto-anual. Son áreas cuya potencialidad agrícola favorece la implantación de usos intensivos con mínimo deterioro ambiental. Entre los principales se encuentran: tomate, cebolla, caraota y cilantro.